# 18 km (Kazachstan)
18 km (kaz. 18 км, ros. 18 км) – przystanek kolejowy w miejscowości Astana, w Kazachstanie. Położony jest na linii Astana – Pawłodar, na trasie Kolei Południowosyberyjskiej.